# Ієрархія синтаксономічна
Ієрархія синтаксономічна (англ. syntaxonomical hierarchy, від грец. hieros — священний і грец. arche — влада) — групування типів фітоценозів (фітоценонів) в супідрядні групи з послідовним зростанням несхожості. І.с. використовує досвід створення таксономічної ієрархії в ідіосистематиці, але здійснюється складніше і з великою часткою умовності в силу фітоценотичного континууму і відсутності меж в таксономічному континуумі. З цієї причини у визначенні синтаксономічного рангу фітоценону великий внесок суб'єктивного чинника, який оцінюється як «такт дослідника». Найбільш послідовна система синтаксономічних рангів використовується, прибічниками класифікації фітоценозів флористичної (варіант асоціації, субасоціація, асоціація, союз, порядок, клас, група класів або дивізіон; дві останні одиниці відбивають різні можливості групування класів); для цієї І.с. добре розроблена синтаксономічна номенклатура.
У вітчизняній фітоценології нині поширена і фізіономічна система одиниць, що спираються на домінанти, хоча значна частина геоботаників схильна наслідувати І.с. флористичній класифікації. Одиниці фізіономічної класифікації включають асоціацію (типи домінантні), групу асоціацій, клас асоціацій, формацію, групу формацій, клас формацій, тип рослинності. В. Б. Сочава вище за формацію веде групування синтаксонів на філоценогенетичній основі (фратрії формацій, група фратрій).

## Виноски
1. ↑  Сочава В. Б. Введение в учение о геосистемах. — Новосибирск: Наука, 1978. — 320 с.